# محمد بوداك
محمد بوداك (بالتركية: Mehmet Budak)‏ هو لاعب كرة قدم تركي في مركز الوسط، ولد في 1 أغسطس 1980 في زبطرة في تركيا. شارك مع منتخب تركيا ب لكرة القدم ‏. أما مع النوادي، فقد لعب مع آلتاي إزمير وأضنة سبور وأيوب سبور وإسكيشهرسبور ومرسين إيدمانيوردو.

## وصلات خارجية
- محمد بوداك على موقع اتحاد تركيا (لاعب) (الإنجليزية)
- محمد بوداك على موقع قاعدة بيانات كرة القدم.إي يو (الإنجليزية)